# リュッサン

リュッサンの紋章

リュッサン Russinはスイス連邦・ジュネーヴ州の西部、ローヌ川右岸に位置する基礎自治体（コミューン）。ジュネーヴ州のダルダニー、サティニー、ローヌ川をはさんでエル＝ラ＝ヴィル、カルティニーのコミューンに囲まれている。

## データ
- 面積:4.93 km²
- 人口:395人(2008年1月)